# Timuria
Timuria ist ein Kindermusical, das in verschiedenen deutschen Städten in den 1990er Jahren unter der Schirmherrschaft von UNICEF aufgeführt wurde.
Der Münchner Musiker und Komponist Harry Kulzer (* 10. Juni 1959 in München), Sänger und Bassist der Musikgruppe United Balls, komponierte 1987 das Musical.
Mitwirkende waren unter anderem der US-amerikanische Musicaldarsteller Ethan Freeman und die deutsche Schauspielerin Katy Karrenbauer.